# 龍騰礦業
龍騰礦業（英語：L&L Energy, Inc.，NASDAQ：LLEN）成立於1995年，主要在中國雲南和貴州從事煤礦開採的業務。龍騰礦業首席執行官李維澈持有15%的股權。
2013年9月，GeoInvesting指龍騰礦業虛構公司盈利，令龍騰礦業股價單日下跌超四成。

## 外部連結
- 龍騰礦業